# Bad Brambach
Bad Brambach (wym. MAF: [baːt ˈbʁamˌbax], posłuchajⓘ) – gmina uzdrowiskowa w Niemczech, w kraju związkowym Saksonia, w okręgu administracyjnym Chemnitz, w powiecie Vogtland. Najbardziej na południe położona gmina kraju związkowego.